# 福参
福参（学名：Angelica morii）又称森氏当归，是伞形科当归属的植物。分布于台灣本島以及中国大陆的浙江、福建等地，常生长在山谷溪沟石缝内。

## 别名
建人参（金御乘方）、土人参、土当归、土参、山芹菜、天池参（福建）